# Creu de terme de Sant Adrià
La creu de terme de Sant Adrià és una obra de Sant Adrià de Besòs (Barcelonès) protegida com a Bé Cultural d'Interès Local.

## Descripció

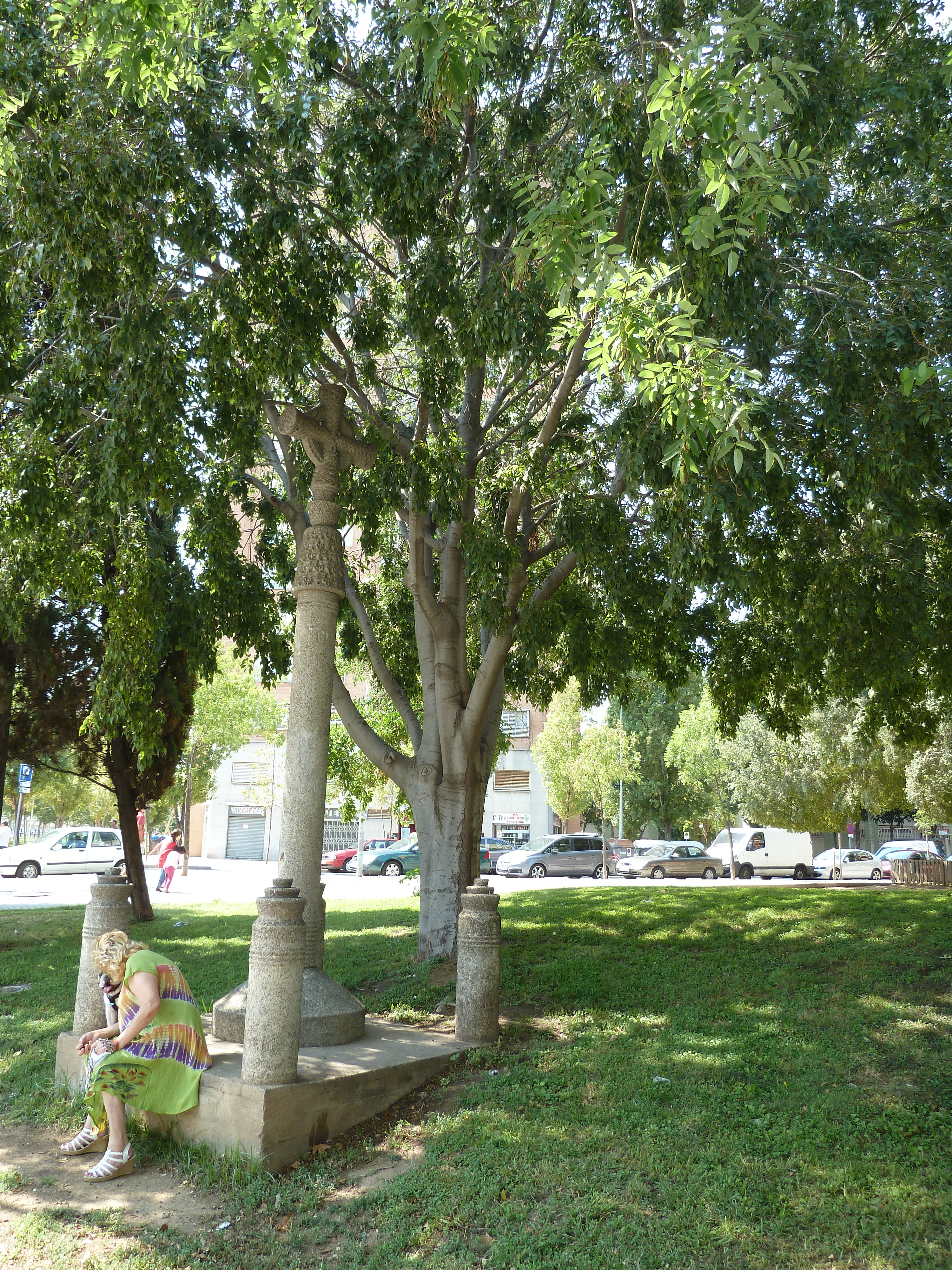
Pla general de la creu

La creu de terme està ubicada a la cruïlla de l'avinguda de les Corts Catalanes, els carrers Guipúscoa i Concili de Trento en una zona enjardinada a la frontera entre Sant Adrià i Barcelona. És de pedra artificial i està constituïda per un basament cúbic sobre el qual s'alcen quatre pilastres de fust cilíndric i llis amb motllura formada per tres filets semicirculars rematada per una triple corona d'anells troncocònics. Al centre de la base hi ha un fust cilíndric que sosté un capitell de forma troncocònica invertida, amb decoració vegetal, on descansa la creu. Aquesta té els quatre braços iguals, de forma troncocònica, revestits amb relleus que simulen cordes teixides a espiga. El punt central de la creu està ressaltat amb un cercle de secció cilíndrica també decorat amb relleus d'inspiració vegetal. L'estat de conservació és força bo, però en algunes zones ha saltat el revestiment de pedra artificial deixant els ferros al descobert.

## Història
La creu, que senyala simbòlicament el límit del municipi, es va construir el 1944 i es va situar a la carretera de Mataró. En aquest indret ja n'hi havia hagut una antigament. Posteriorment va canviar d'emplaçament. La iniciativa de posar la creu va ser de l'Estat i Acció Catòlica que volien restablir totes les creus que s'havien perdut amb motiu de la Guerra Civil. La creu és un símbol de la resistència de Sant Adrià davant de l'intent d'annexió d'aquest municipi per part de Barcelona i Badalona.